# 3-й армейский корпус (Австро-Венгрия)
3-й армейский корпус —  общевойсковое оперативное соединение (армейский корпус) императорской и королевской армий Австро-Венгрии.

## Структура
Штаб-квартира — Грац
В подчинении:
- 6-я пехотная дивизия
- 28-я стрелковая дивизия
- 3-я кавалерийская бригада
- 3-я бригада полевой артиллерии
- 4-я крепостная артиллерийская бригада
- Железнодорожный дивизион
- Военно-морское командование в Пуле

## Командиры
Генерал-майор Эрвин Эдлер фон Маттанович (1913)
Генерал от инфантерии Эмиль Колерус фон Гельдерн (1914 — 1915)
Фельдмаршал-лейтенант Аннау Йозеф риттер фон Краутвальд (1915 — 1918)